# Sagalassos
Koordinaten: 37° 40′ 41″ N, 30° 31′ 10″ O

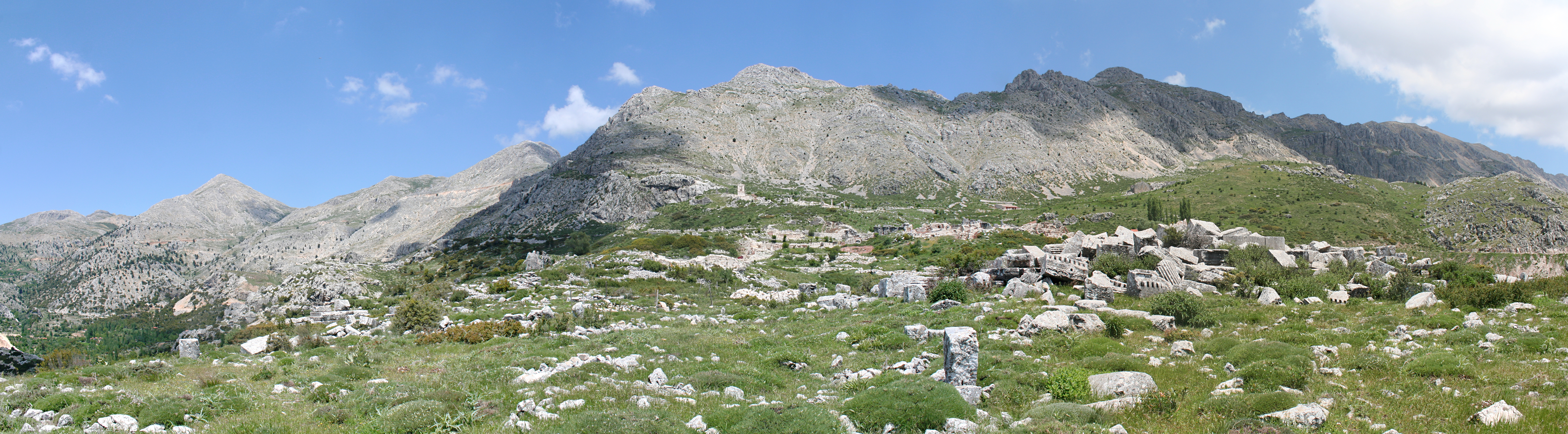
Sagalassos

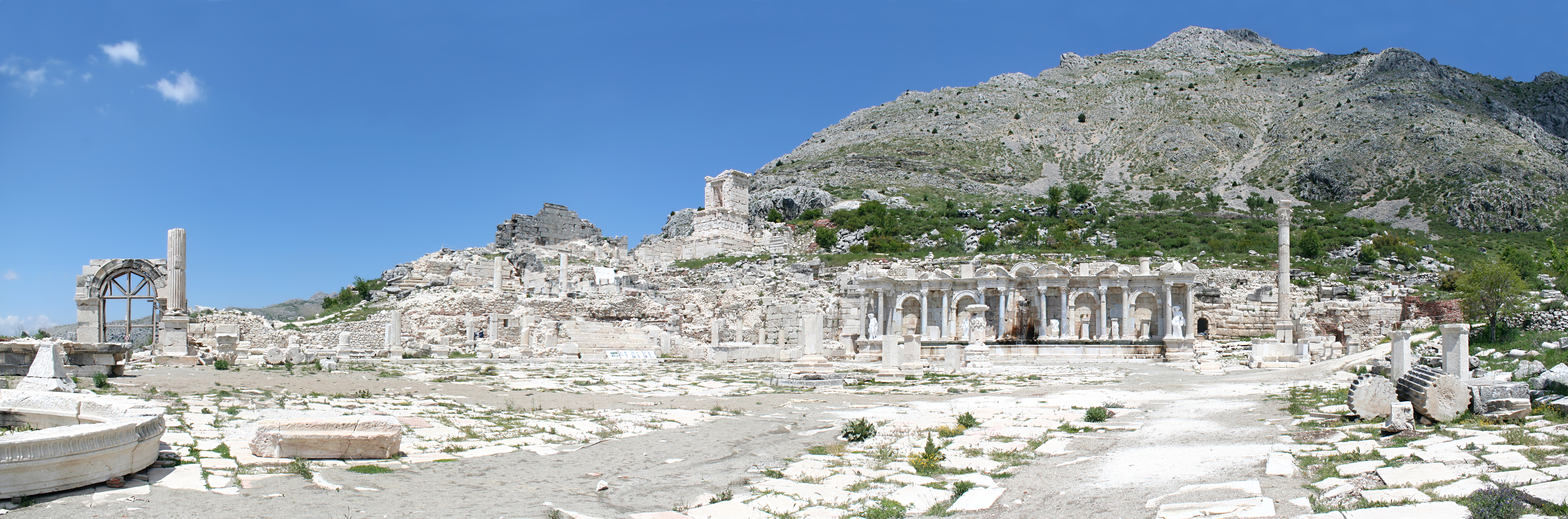
Obere Agora

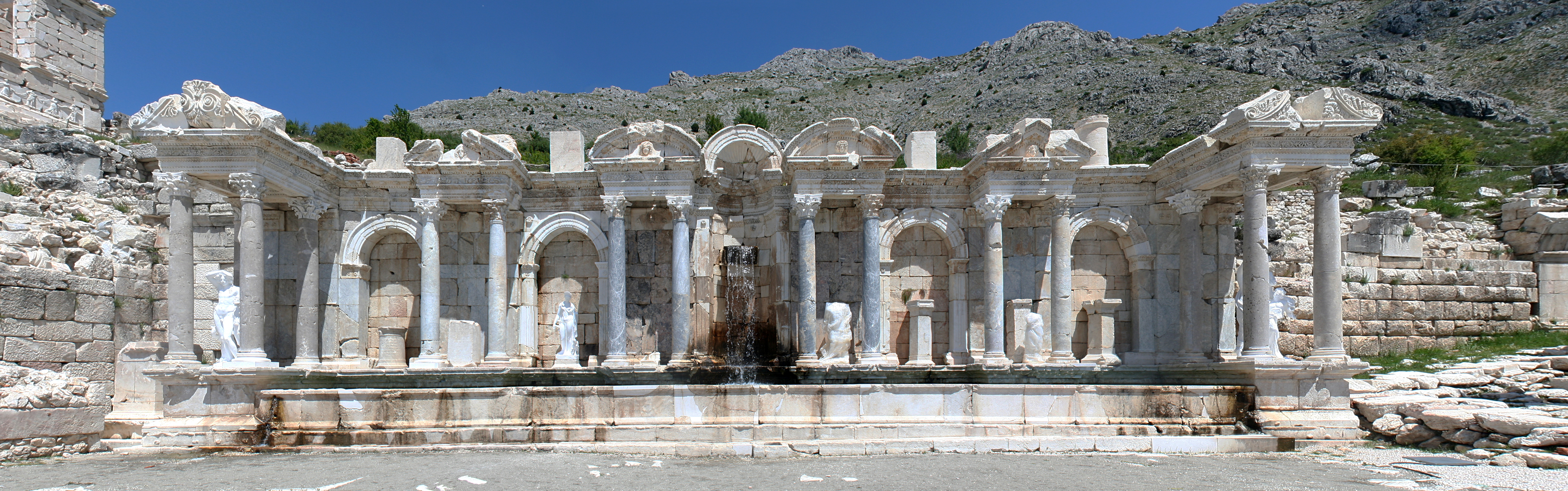
Nymphäum

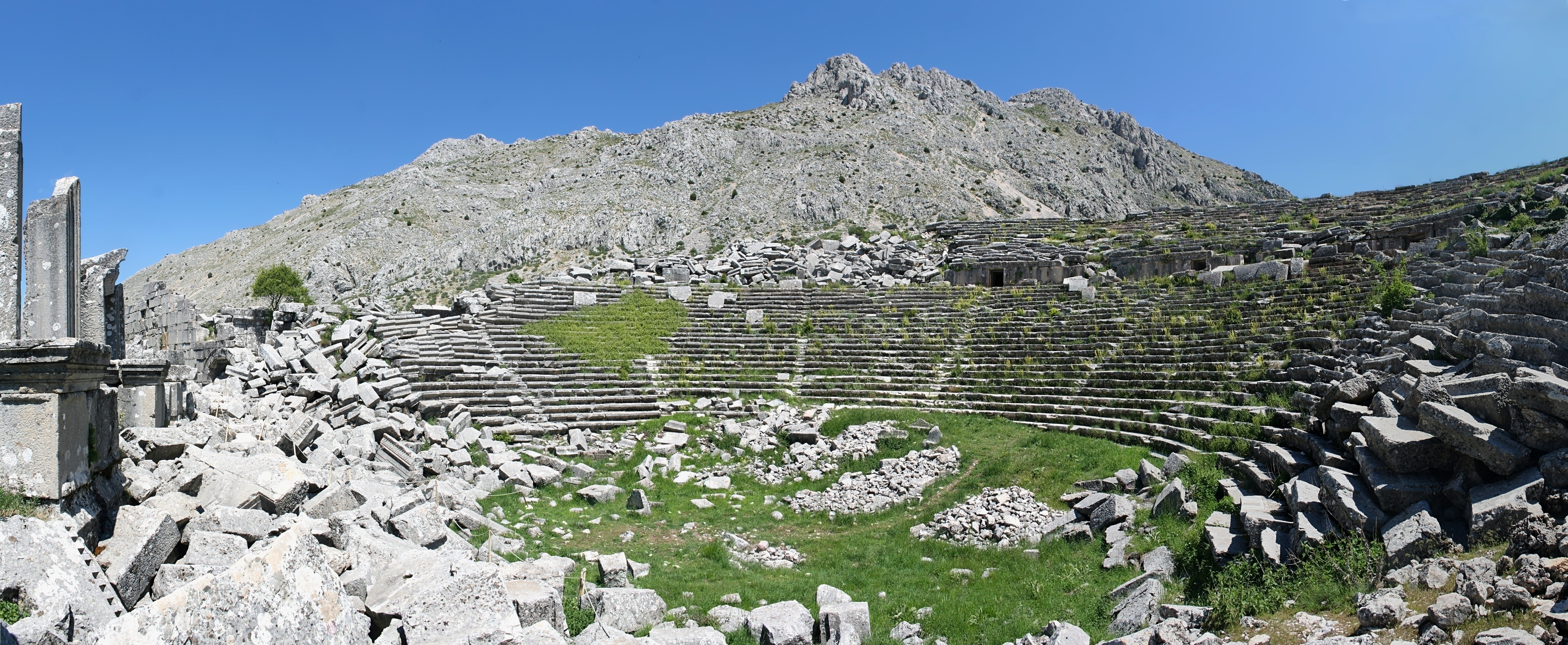
Theater

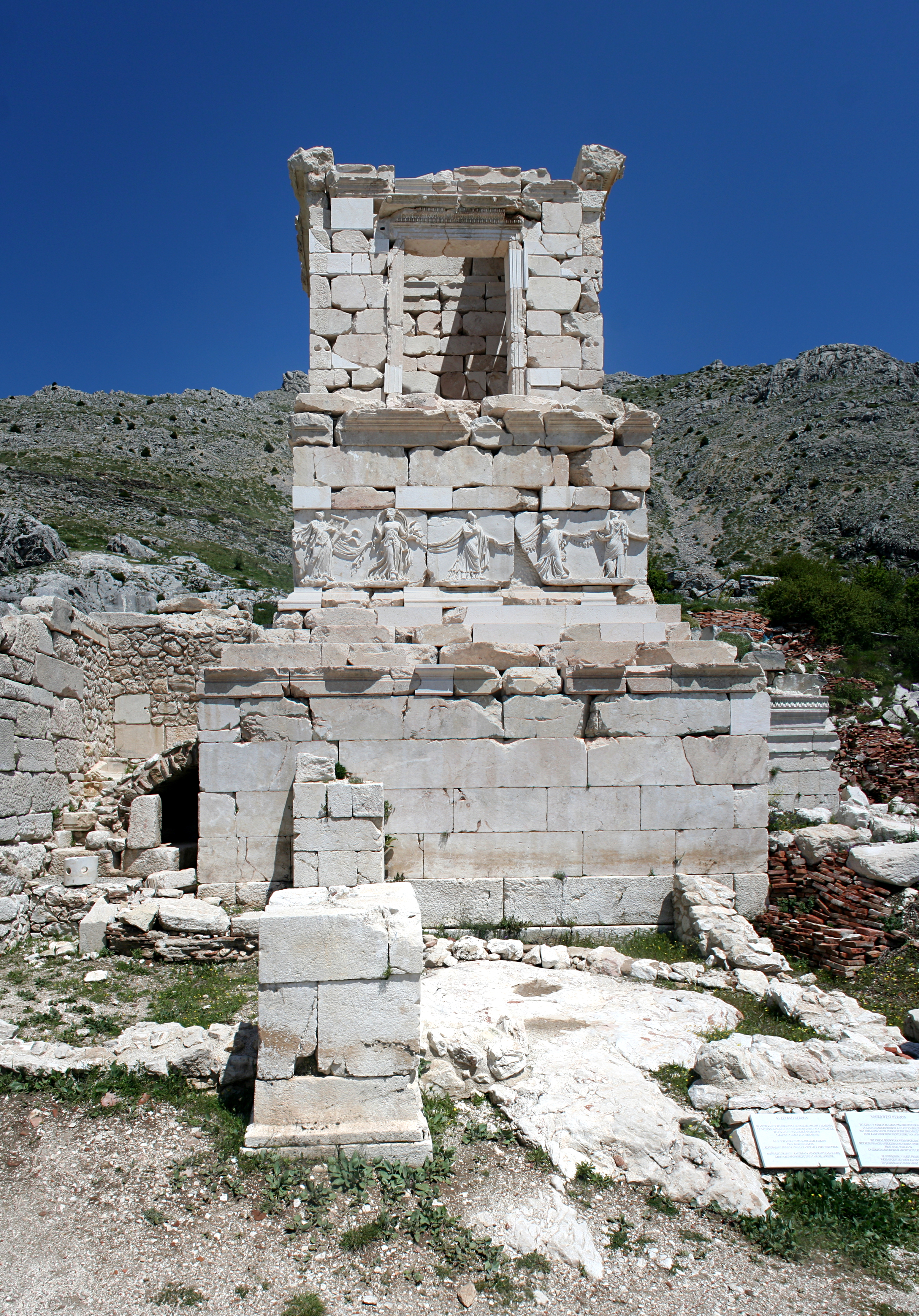
Nordwestliches Heroon

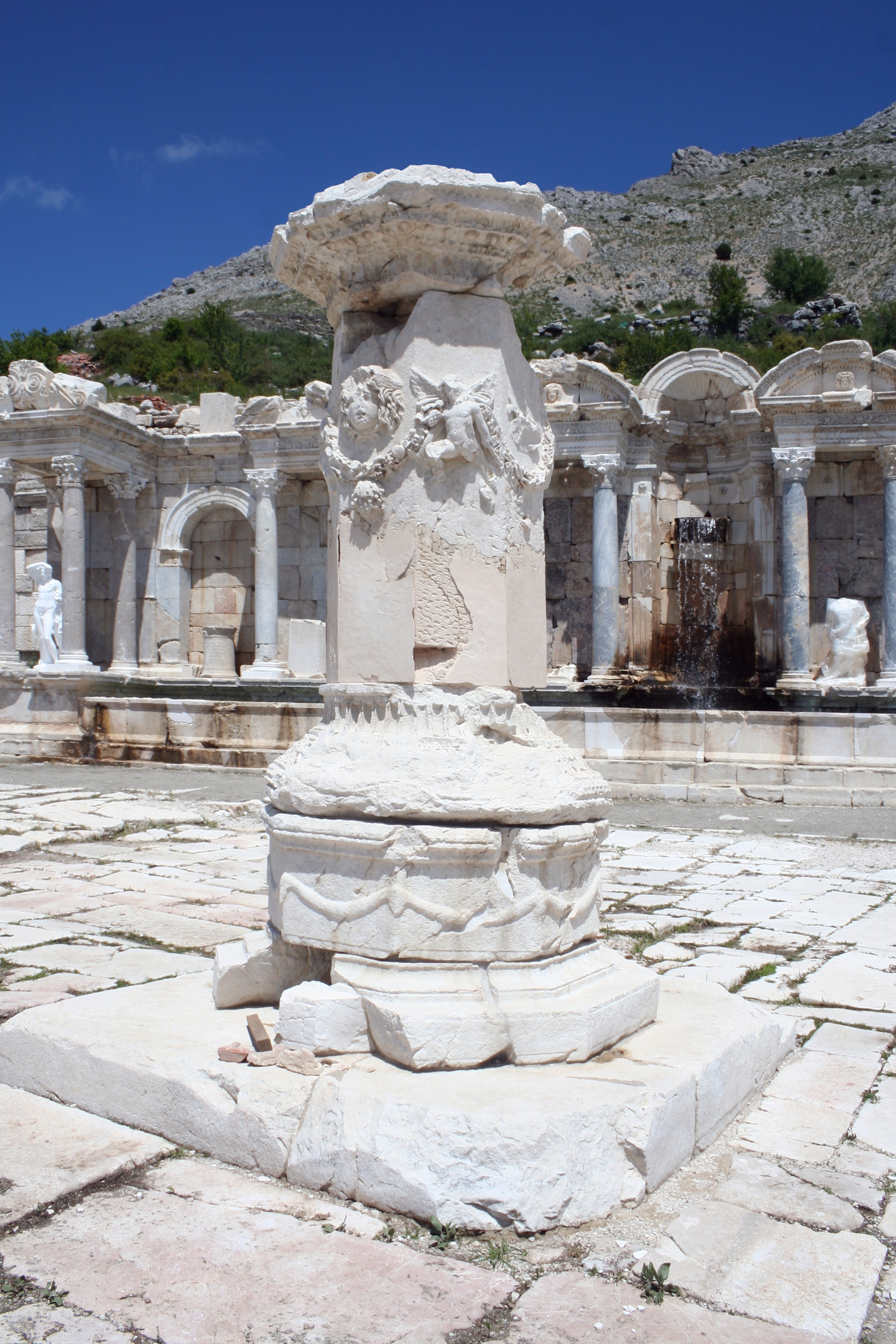
Statue auf Oberer Agora

Sagalassos (altgriechisch Σαγαλασσός (f. sg.)) ist eine antike Stadt in der kleinasiatischen Landschaft Pisidien unweit des heutigen Ortes Ağlasun in der türkischen Provinz Burdur am Fuße des Taurusgebirges in 1450 bis 1600 m Höhe über NN, beliebt als Ausflugsziel von Antalya.
Sagalassos wurde in hellenistischer Zeit gegründet und nach einem schweren Erdbeben im frühen 7. Jahrhundert während der spätantik-frühbyzantinischen Epoche aufgegeben. Offenbar blieb die Ruinenstadt danach unberührt und fast ungeplündert bis in die Gegenwart erhalten, obwohl Säulen-, Gebäudefragmente und Tonscherben schon dem ungeübten Auge eine ausgedehnte, in ihrer Blüte sehr wohlhabende antike Stadt signalisieren.

## Geschichte
Erste menschliche Siedlungen entstanden in der Region um Sagalassos bereits um 8000 v. Chr. Hethitische Dokumente weisen dann auf eine Bergsiedlung namens Salawassa im 14. Jahrhundert v. Chr. hin. Die Stadt erhielt phrygische und lydische Kulturimpulse. Während der persischen Epoche war Pisidien für seine kriegerischen Stämme bekannt.
Als Alexander der Große 333 v. Chr. Sagalassos auf seinem Weg nach Persien eroberte, war es bereits eine der wohlhabendsten Städte in Pisidien. Einige tausend Einwohner dürften die Stadt bewohnt haben. Nach dem Tode Alexanders wurde die Region eines der Territorien von Antigonos I. Monophthalmos (321 bis 301 v. Chr.), möglicherweise des Lysimachus (301 bis 281 v. Chr.), der Seleukiden von Syrien (281 bis 189 v. Chr.) und der Attaliden von Pergamon (189 bis 133 v. Chr.). Archäologische Befunde zeigen, dass die hellenistische Kultur von den Anwohnern schnell übernommen wurde.
Das Römische Reich übernahm nach den Attaliden Pisidien, das Teil der Provinz Asia wurde und 100 v. Chr. Teil der neugebildeten Provinz Cilicia. 39 v. Chr. wurde es dem Galater Amyntas, einem Klientelkönig der Römer, geschenkt, aber nachdem dieser 25 v. Chr. ermordet worden war, übernahm Rom Pisidien wieder als Teil der Provinz Galatia. Augustus stellte auch in Sagalassos die Pax Romana her. Im römischen Imperium wurde Sagalassos eine der bedeutendsten städtischen Siedlungen in Pisidien, wobei sich eine auffällige Diskrepanz zwischen der vermutlich geringen Einwohnerzahl (nach bisherigen Erkenntnissen wohl deutlich unter 10.000 Menschen) und der Pracht und Größe der öffentlichen Bauten beobachten lässt.
Um 400 n. Chr. wurde Sagalassos befestigt; vielleicht war dies eine Reaktion auf die angespannte Lage des Imperiums in dieser Zeit, vielleicht aber auch ein Prestigeprojekt. Denn der Ort war während der gesamten Spätantike noch immer bedeutend und prosperierte; großzügige Privathäuser wurden noch im späteren 6. Jahrhundert errichtet. Erdbeben verwüsteten zwar wiederholt die Stadt, so insbesondere 518, doch gerade nach diesem bedeutenden Einschnitt wurden viele der öffentlichen und privaten Bauten besonders prunkvoll restauriert oder wieder aufgebaut.
Doch nach der Mitte des 6. Jahrhunderts wurde diese Wiederaufbauphase offenbar jäh beendet, so wurden öffentliche Plätze auf einmal als Abfalldeponien missbraucht, der große Palastbau östlich des Zentrums von Sagalassos in kleine Gebäude auseinandergebaut und dessen Dekorschmuck zu Kalk gebrannt, wodurch dieses markante Gebäude seinen Charakter als Repräsentationsbau verlor. Der Grund für den offensichtlichen Niedergang der Stadt könnte in Dürrephasen, einem Rückgang des Fernhandels oder militärischen Bedrohungen zu suchen sein; vermutlich hat jedoch auch die Pestepidemie um das Jahr 542 (die Justinianische Pest) auch auf Sagalassos starke Auswirkungen gehabt, da wohl ein erheblicher Teil der Bevölkerung daran starb.
Noch einmal konnte sich der Ort aber erholen, wenn auch die alte Blüte nicht zurückerlangt wurde. Der Persisch-Römische Krieg von 603 bis 628 bedrohte die Stadt, denn seit 613 drangen die Sassaniden zeitweilig bis nach Westkleinasien vor. Ein weiteres Erdbeben, das die Stadt spätestens um 630 schwer in Mitleidenschaft zog, vor allem aber die häufigen arabischen Attacken zur Zeit der Islamischen Expansion gen Kleinasien (seit ca. 640) förderten in der Folge die weitestgehende Aufgabe von Sagalassos sowie weiterer einst blühender kleinasiatischer Poleis. Spätestens gegen 700 war die Stadt als Resultat und Kulminationspunkt von Kriegen, Epidemien und Naturkatastrophen verlassen. Das einfache Volk mag danach das Tal von Sagalassos wieder besiedelt haben. Ausgrabungen förderten aber lediglich Zeichen eines befestigten Klosters zu Tage, möglicherweise eine religiöse Gemeinschaft, die im 12. Jahrhundert im Zuge der islamisch-türkischen Landnahme zerstört wurde. Sagalassos verschwand aus allen Aufzeichnungen und wurde vergessen.
In den folgenden Jahrhunderten bedeckten Schutt und Sedimente die Ruinen von Sagalassos, und wegen seiner Lage wurde es nicht in nennenswerter Weise geplündert.

## Entdeckungsgeschichte
Der Forscher Paul Lucas, der im Auftrag des französischen Königs Ludwig XIV. die Türkei bereiste, besuchte die Ruinen 1706. Als der Brite Francis Arundell den Namen des Ortes entzifferte, begannen westliche Reisende die Ruinen zu besuchen. Der polnisch-österreichische Graf Karl Lanckoroński zeichnete die erste Karte von Sagalassos. Dennoch erhielt die Stadt bis 1985 keine große archäologische Aufmerksamkeit, bis ein britisch-belgisches Team unter der Leitung von Stephen Mitchell eine ausgedehnte archäologische Erforschung der Siedlung begann.
Der belgische Archäologe Marc Waelkens begann 1991 mit systematischer Forschung auf dem Gelände der Stadt. Er stellte fest, dass sie zwei Agoren, eine obere und eine untere, besaß. Zusammen mit ca. 80 örtlichen Hilfskräften und ca. 120 wissenschaftlichen Mitarbeitern wurde die untere Agora ausgegraben. 1992 begann Waelkens mit der Ausgrabung der oberen Agora. Entlang der Nordmauer wurde eine monumentale Brunnenanlage mit Skulpturen freigelegt. Die bereits restaurierten Objekte werden im Archäologischen Museum Burdur ausgestellt.
Ferner wurde eine große Bibliothek ausgegraben, die von einem reichen Bürger der Stadt, Flavius Neon, in Erinnerung an seinen Vater errichtet worden war. Es konnten Mosaike freigelegt werden. Die Bibliothek war durch einen Brand zerstört worden.
Eine 1 km lange Prachtstraße läuft auf die untere Agora zu, neben der sich die Ruine eines Tempels befindet, der in der Zeit Kaiser Hadrians begonnen und unter Kaiser Antoninus Pius eingeweiht wurde. Im Laufe des 5. Jahrhunderts scheint dieser Tempel in eine Bischofskirche umgewandelt worden zu sein. An der unteren Agora befinden sich zwei Brunnen, die von den Archäologen wieder aufgebaut werden. 518 wurde die Stadt, wie erwähnt, durch ein Erdbeben zerstört. Unter den um die Kirche begrabenen Skeletten befinden sich auch solche von Kindern, die nicht mit denen der Erwachsenen in einer verwandtschaftlichen Beziehung standen. Es wird angenommen, dass eine Epidemie die Stadt heimsuchte, als noch große Teile der Stadt durch das vorangegangene Erdbeben zerstört waren. Diese Epidemie könnte die Kinder hinweggerafft haben: Wahrscheinlich handelte es sich dabei um jene Seuche, die den Mittelmeerraum ab 541 heimsuchte und als „Justinianische Pest“ bezeichnet wird.
Sagalassos verfügte über ein griechisches Theater mit einer römischen Bühne, das mehr als einen Halbkreis beschrieb und das gut 9.000 Menschen Platz geboten haben dürfte. Offenbar rechnete man mit Besuchern aus dem Umland. Von seinen Rängen aus hatte man nicht nur einen ausgezeichneten Blick auf die Bühne, sondern auch in die dahinter liegende Ebene. In den Felsen geschlagene Tunnel dürften es möglich gemacht haben, dieses Theater bei Gefahr binnen etwa fünf Minuten zu evakuieren.
In der nördlichen Stadtmauer wurde ein Tunnel freigelegt, der den Bewohnern möglicherweise als ein geheimer Fluchtweg oder als ein Ausfalltor gegen Feinde gedient haben könnte.
1997 wurde auf einem natürlichen Plateau im westlichen Teil der unteren Agora ein Gebäude freigelegt, das die politische Funktion der Agora vom 1. Jahrhundert v. Chr. bis zum 3. Jahrhundert n. Chr. übernommen haben dürfte: das Bouleuterion (Rathaus). In diesem kamen die Mitglieder des Stadtrates zusammen, um über die Politik der Stadt zu entscheiden.
Zwei Eheleute aus der Oberschicht trugen nach ihrer Scheidung einen solchen Konkurrenzkampf aus, dass sie offenbar je einen Marktplatz und einen Brunnen anlegten, mit dem sie sich gegenseitig zu übertrumpfen versuchten. Waelkens grub ferner ein Heroon (Heldenanlage) und ein Nymphäum (Brunnenanlage) mit Gorgonenköpfen aus.
Die Archäologen haben begonnen, auf ca. 1800 km² einen archäologischen Park zu errichten. Ca. 1 Mio. Objekte werden jährlich ausgegraben, dokumentiert, gesichert, restauriert, und wo mehr als 80 % der antiken Objektfragmente vorhanden sind, werden Gebäude- und Statuenfragmente durch sorgfältig aus originalen Materialien von Steinmetzen gefertigte Ergänzungen zusammengefügt (Anastilosis).
Im Jahr 2008 entdeckten Archäologen Überreste einer kolossalen Marmorstatue des römischen Kaisers Mark Aurel. Allein der Kopf der Statue des jungen Kaisers sei knapp einen Meter hoch und von hoher Qualität. Es wurden auch Teile von Armen und Beinen ausgegraben.

## Film
- Die letzten Römer. Dokumentation, Frankreich, 2007, 52 Min., Regie: Marco Visalberghi, Philippe Axell, Produktion: arte.[1]